# Anna Walerjewna Scherebjatjewa
Anna Walerjewna Scherebjatjewa (russisch Анна Валерьевна Жеребятьева; bei der FIS nach englischer Transkription Anna Zherebyateva; * 24. Februar 1997) ist eine ehemalige russische Skilangläuferin.

## Werdegang
Scherebjatjewa startete im November 2015 in Werschina Tjoi erstmals im Eastern-Europe-Cup und belegte dabei den 44. Platz über 10 km Freistil, den 40. Rang im Sprint und den 37. Platz über 5 km klassisch. Im folgenden Jahr erreichte sie in Werschina Tjoi mit dem siebten Platz über 10 km klassisch ihre erste Top-Zehn-Platzierung im Eastern-Europe-Cup. Bei den Nordischen Junioren-Skiweltmeisterschaften 2017 in Soldier Hollow holte sie die Goldmedaille mit der Staffel. In den Einzelrennen kam sie auf den 16. Platz im Skiathlon und auf den 14. Rang über 5 km Freistil. Im August 2017 gewann sie bei den Rollerski-Juniorenweltmeisterschaften in Sollefteå über 13,5 km Freistil und im Massenstartrennen über 12 km jeweils die Goldmedaille. Ihre ersten Weltcuprennen lief sie im November 2017 beim Ruka Triple in Ruka. Dabei errang sie mit dem Plätzen 85, 41 und 34 den 41. Gesamtrang. Im Januar 2018 holte sie in Planica mit dem 28. Platz über 10 km klassisch ihre ersten Weltcuppunkte. Bei den U23-Weltmeisterschaften 2018 in Goms gewann sie die Silbermedaille über 10 km klassisch. In der Saison 2018/19 belegte sie den 27. Platz beim Lillehammer Triple und erreichte in Beitostølen mit dem zweiten Platz mit der Staffel ihre erste Podestplatzierung im Weltcup. Bei den U23-Weltmeisterschaften 2019 in Lahti gewann sie die Goldmedaille im 15-km-Massenstartrennen. Im folgenden Jahr errang sie bei den U23-Weltmeisterschaften in Oberwiesenthal den 13. Platz über 10 km klassisch. Nach der Saison 2020/21 beendete sie aufgrund gesundheitlicher Probleme ihre Karriere.